# جرانتلاند رايس
هنري جرانتلاند رايس (بالإنجليزية: Henry Grantland Rice) (من مواليد1 نوفمبر 1880 – 13 يوليو 1954) كاتب وصحفي رياضي أمريكي في أوائل القرن العشرين معروف بمهاراته بكتابة النثر الأنيق. نُشِرَت كتاباته في صحف في جميع أنحاء البلاد وبُثَّت أيضًا على الراديو.

## سنواته المبكرة
وُلِدَ هنري جرانتلاند رايس في مورفريسبورو، تينيسي في الولايات المتحدة، وهو يكون ابن تاجر القطن بولينج هيندون رايس وزوجته ماري بيولا (جرانتلاند) رايس. كان جدُّه إتش. دبليو. رايس من المحاربين القدامى الذين قاتلوا في الحرب الأهلية الأمريكية.
درس رايس في أكاديمية مونتغمري بيل وجامعة فاندربيلت في ناشفيل (تينيسي) وهناك كان لاعب في فريق كرة القدم لمدة ثلاث سنوات، ولاعب في خط الدفاع في فريق البيسبول، وعضو في أخوية فاي دلتا تيتا، ثم تخرَّج بدرجة البكالوريوس في الكلاسيكيات والدراسات القديمة في عام 1901. في كرة القدم، لعب في موقع الدفاع مع فريق فاندربيلت كومودوريس في عام 1899، وبلغ متوسط إصاباته اثنين في السنة. أما مع فريق البيسبول، كان في موقع كابتن الفريق عام 1901.

## الإرث
في عام 1951، تكريمًا لسنوات رايس الخمسين في عمل الصحافة، تبرَّع مانح مجهول بمبلغ 50000 دولار أمريكي لإنشاء مؤسسة لتقديم المنح الجامعية باسم جرانتلاند رايس في مجال الصحافة بالتعاون مع صندوق مجتمع نيويورك. في عام 1954، أنشأ اتحاد كُتَّاب كرة القدم الأمريكية جائزة جرانتلاند رايس التذكارية، لتُقدَّم للاعب جامعي محترف تم اختياره من قِبَل الاتحاد في عام 1941. بالإضافة إلى تسمية المباراة السنوية لكأس كرة القدم باسمه كأس جرانتلاند رايس، التي جرت من عام 1964 حتى عام 1977، وتُعطى الجائزة للفريق الرابح. بعد وفاته، مُنح رايس جائزة جاي. جي. تايلور سبينك لعام 1966 من قِبَل اتحاد كُتَّاب البيسبول في أمريكا. لاحقًا، مُنحت الجائزة، التي تم تقديمها في العام التالي في الحفل التعريفي السنوي في قاعة مشاهير البيسبول، عن «المساهمات الجديرة في كتابة البيسبول».
في جامعة فاندربيلت، سُميت منحة الجامعة باسم رايس وزميله السابق فرد راسيل، التي قُدمت سنويًا لطلاب السنة الأولى الذين يرغبون بمتابعة دراستهم في مجال الصحافة الرياضية. تتضمن الفائزون بمنحة فرد راسل - جرانتلاند رايس للصحافة الرياضية: روي بلاونت جونيور وسكيب بايلس في شركة فوكس الرياضية. سُمي موقع الصحافة في ملعب جامعة فاندربيلت باسم رايس وفرد راسل. لسنوات عديدة، خُصص جزء من طابق من كلية الدراسات العليا للصحافة بجامعة كولومبيا باسم «جناح جرانتلاند رايس». بالإضافة إلى تسمية حيّ من أحياء منطقته التي عاش فيها باسمه حيّ جرانتلاند في مورفريسبورو في تينيسي.
ذُكر رايس في حلقة رحلة التخييم من المسلسل التلفزيوني أنا أحب لوسي من تمثيل المؤلف والممثل لين سميث من تينيسي الذي مثَّل أيضًا في فيلم أسطورة باغر فانس. في 8 يونيو من عام 2011، أطلقت شبكة التلفزيون العالمية إي إس بي إن بالتعاون مع بيل سيمونز موقعًا ثقافيًا تحت اسم جرانتلاند، على شرف رايس. استمر الموقع لأكثر من أربعة سنوات حتى أغلق من قِبَل الشركة بعد مغادرة سيمونز بأشهر قليلة في 30 أكتوبر من عام 2015.

## وصلات خارجية
- جرانتلاند رايس على موقع IMDb (الإنجليزية)
- جرانتلاند رايس على موقع الموسوعة البريطانية (الإنجليزية)
- جرانتلاند رايس على موقع إن إن دي بي (الإنجليزية)
- أعمال أو نبذة عن جرانتلاند رايس على أرشيف الإنترنت
- أعمال جرانتلاند رايس في ليبري فوكس
- Grantland Rice على موقع فايند أغريف